# Сан-Марино на Європейських іграх 2019
Сан-Марино на ІІ Європейських іграх у Мінську, які пройшли з 21 по 30 червня 2019 року, була представлена 5 спортсменами в 3 видах спорту.

## Учасники
На цих іграх Сан-Марино була представлена в 3 видах спорту 5 спортсменами.
| №                  | Вид спорту         | Чоловіки | Жінки | Загальна кількість |
| ------------------ | ------------------ | -------- | ----- | ------------------ |
| 1                  | Стрільба з лука    | 1        | 0     | 1                  |
| 2                  | Стрільба           | 1        | 1     | 2                  |
| 3                  | Боротьба           | 2        | 0     | 2                  |
| Загальна кількість | Загальна кількість | 4        | 1     | 5                  |

## Медаль
| Бронза |                  |                                      |           |
| №      | Спортсмени       | Вид спорту (дисципліна)              | Дата      |
| 3      | Амін Майлз Назем | Вільна боротьба (до 86 кг, чоловіки) | 26 червня |